# Swiftopecten swiftii
Swiftopecten swiftii is een tweekleppigensoort uit de familie van de Pectinidae. De wetenschappelijke naam van de soort is voor het eerst geldig gepubliceerd in 1858 door Bernardi.